# 1390-talet

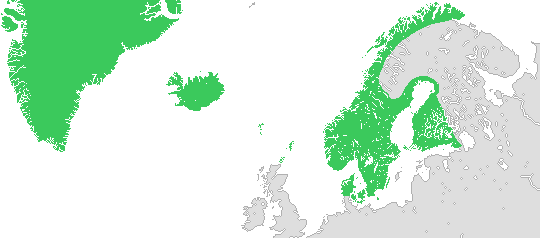
Kalmarunionen bildades 1397.

## Händelser
- Under 1390-talet omnämns Stockholm för första gången som Sveriges huvudstad.
- 17 juni 1397 - Erik av Pommern kröns i Kalmar till kung över hela Norden. Kalmarunionen kommer till stånd och varar fram till 1523.

## Födda
- Engelbrekt Engelbrektsson, svensk upprorsledare och rikshövitsman.

## Avlidna
- 1395 - Detmar, lybsk krönikör.